# Iznalloz

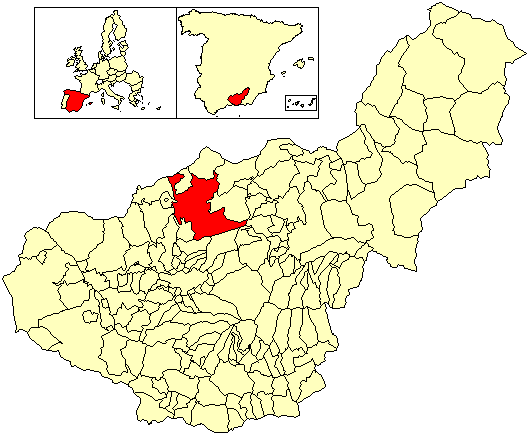
Iznalloz

Iznalloz este un municipiu din Spania, situat în provincia Granada din comunitatea autonomă Andaluzia. Are o populație de 7.150 de locuitori.